# Васкуларне аномалије код деце
Васкуларне аномалије код деце су кожне промене које спадају у групу урођених аномалија, насталих поремећајем морфогенезе током ембрионалног развоја. Присутне су на самом рођењу новорођенчета, расту пропорционално расту детета, и могу али не морају показивати знаке туморске пролиферације ћелија ако не захватају околне структуре. Ток овакве аномалије условљен је њеном природом, односно њеним хемодинамским карактеристикама.

## Терминологија
Терминологија која се користи за дефинисање, опис и категоризацију васкуларних тумора и малформација мењала се током времена. Термин хемангиом се првобитно користио за описивање било које васкуларне туморске структуре, било да је била присутна при рођењу или непосредно након рођења или се појавила у касније у животу. Муликен и Гловацки су  1982. године предложили нови систем класификације васкуларних аномалија који је широко прихваћен и усвојен од стране Међународног друштва за проучавање васкуларних аномалија. Овај систем класификације је ажуриран 2015. године.
Класификација васкуларних аномалија се сада заснива на ћелијским карактеристикама, природној историји и клиничком понашању лезије. Васкуларне аномалије су подељене на:
- васкуларне туморе (новотворине које укључују инфантилне хемангиоме,

- васкуларне малформације које укључују целине са увећаним или абнормалним крвним судовима као што су капиларне малформације, венске малформације и лимфне малформације.

Године 2000. године утврђено је да је ГЛУТ-1, специфични имунохистохемијски маркер, позитиван у ИХ, а негативан у другим васкуларним туморима или малформацијама.  Овај маркер је револуционарно променио способност разликовања инфантилног хемангиома од других васкуларних аномалија. 

## Етиологија
У погледу ембриологије, нема дефинитивног одговора за све врсте малформација. Постоји теорија о ослабљеној модулацији нерава као могућем узроку, на шта упућује учесталија појава невус фламеуса у регији рачвања тригеминалног нерва, као и смањење броја нервних влакана које се одвија паралелно са повећаном густином крвних судова код једног броја малформација.

## Врсте
Васкуларне аномалије укључују:
- васкуларне туморе,
- васкуларне малформације.[14][15]
- лимфне малформације

### Васкуларни тумори (хемангиоми)
Хемангиоми су бенигни васкуларни тумори који потичу из коже, слузокоже и дубоких структура попут костију, мишића и жлезда. Хемангиоми су најчешћи тумори меког ткива дојеначке доби, који се у око 60% случајева развија у пределу главе и врата. Носни хемангиоми, искривљују физиономију човека и остављају дуготрајне психолошке последице.
Постоје две главне врсте, капиларни и кавернозни. Када се ове неоплазме (иако доста ретко) појаве у носној шупљини, оне су претежно капиларне и налазе се везане за назални септум. Кавернозни хемангиоми се, с друге стране, чешће налазе на бочном зиду носне шупљине.
Инфантилни хемангиоми, су најчешћи тумори новорођеначког периода, који могу да изазову опструкцију горњих дисајних путева ако се налазе субглотисно као изолована лезија или у склопу хемангиома у кожи који захвата предео где расте брада.
- Неки од васкуларних тумора код беба

Терапија
Док су се раније деца са овим туморима лечила применом кортикостероида, интерферона, хемиотерапије, у новије време успешно се лече у око 90% случајева оралном применом пропранолола.
Прва линија лечења великих назалних хемангиома су интралезијски кортикостероиди. Ексцизија је индикована код малих хемангиома, док је субтотална ексцизија пожељнија за велике назалне хемангиоме, врха носа и усана (који слабије реагују на примењену медикаментну терапију) и код заосталог поткожног резидуума грађеног од масног и везивног ткива, најчешће хируршким лечењем заснованом на скривању ожиљака или његовом смањивању применом шава у облику „дуванкесе”.

### Васкуларне малформације
Васкуларне малформације настају као резултат васкуларне или лимфне дисморфогенезе или аберантне ембриолошке структуре капиларних судова. Скоро увек су присутне на рођењу. Расту постепено, сразмерно с растом детета. Најчешће су једностране; лоциране на глави и врату. Могу бити повезане са сличним аномалијама других органа.
Класификују се на основу врсте крвних судова који их граде. Најчешће су малформације капилара и јављају се код 0,3% деце. Венске малформације су ређе и обично су повезане са лимфним малформацијама, лимфних судова различитог пречника.

### Лимфатичке малформације
Поремећај у структурном развоју лимфних судова доводи до стварања мултицистичне формације са цистама већим од 2 cm у пречнику (макроцисте) или бројним цистама мањег пречника (микроцисте).
Микроцистична лимфатичка малформација која захвата обострано под усне дупље и околне структуре даје најтежу симптоматологију и најсложенија је за лечење. Код ове деце се изводи трахеостомија, покушава суптотална ексцизија или се локално примењује блеомицин. Површне цисте се лече ласером.
Mакроцистичне малформације врата се са великим успехом лече применом имуномодулаторног лека ОК-432, чак и пренатално.

## Галерија
- Неки од васкуларних тумора код деце